# Rode Boek van de Westmark
Het Rode Boek van de Westmark is een boek dat een belangrijke rol speelt in Midden-aarde. Het boek speelt geen rol in de verhalen zelf, maar in diverse inleidingen en aanhangsels wekt de auteur J.R.R. Tolkien de indruk dat hij zijn verhalen slechts uit het Rode Boek heeft vertaald en/of bewerkt. Het Rode Boek dankt zijn naam aan de roodlederen kaft en de overlevering dat de oorspronkelijke versie door Sam Gewissies zou zijn achtergelaten bij zijn kinderen in de Westmark van de Gouw.
Het Rode Boek werd geschreven door Bilbo Balings en zijn erfgenaam Frodo, om uiteindelijk definitief te worden afgerond door Sam Gewissies. Bilbo begon na zijn lange reis naar Erebor met het schrijven, omdat hij zijn belevenissen op deze reis wilde opschrijven. Hij was eerst van plan om zijn reisverhaal de titel Daarheen en weer terug; de vakantie van een Hobbit geven, maar veranderde regelmatig van gedachten. (Daarheen en weer terug is tevens de ondertitel van het boek De Hobbit.) Toen Frodo, Sam, en nog twee Hobbits (Peregrijn Toek en Meriadoc Brandebok) op een queeste gingen om de Ene Ring te vernietigen besloot hij hun verhaal eraan toe te voegen (waardoor de titel nog vaker veranderde) maar de ouderdom maakte hem te moe om dat verhaal nog af te kunnen ronden. Toen Frodo en zijn vrienden terugkwamen in Rivendel na hun lange queeste overhandigde Bilbo het boek aan Frodo, met enkele vertalingen uit het Elfs over de Oudste Tijden erbij. Deze vertalingen werden er uiteindelijk aan toegevoegd door Frodo.
Het Rode Boek bevat in vergelijking tot Tolkiens werken:
- Bilbo's reis: De Hobbit
- De Queeste van de Ring en de Oorlog om de Ring: In de Ban van de Ring
- Achtergrondinformatie: Aanhangsels van In de Ban van de Ring evenals een greep uit Nagelaten vertellingen
- Verhalen en verzen van de Hobbits: De Avonturen van Tom Bombadil
- Oude geschiedenis, vertaald uit het Elfs: De Silmarillion en verhalen uit Nagelaten Vertellingen en De Kinderen van Húrin